# Depravity
Depravity-Destruction of a female teacher (japanska: 堕落 女教師破壊 Daraku Onna Kyōshi Hakai) är en japansk hentai-OVA i 3 delar från 2002 av Hideki Araki som även är producent och står för animationen. Manus är skrivet av Koichi Murakami och släppt av studion Echo animation studio. Chizuri Matsuyuki gör rösten till Kiriko (under ett alias, Yuki-Lin).